# Теорема Лебега про мажоровану збіжність
Теоре́ма Лебе́га про мажоро́вану збі́жність — теорема у функціональному аналізі, теорії ймовірностей і суміжних дисциплінах, що визначає достатні умови рівності границі інтегралів Лебега від збіжної послідовності функцій і інтеграла Лебега від граничної функції цієї послідовності. Твердження не має аналога для інтеграла Рімана і є однією із значних теоретичних переваг інтеграла Лебега.

## Формулювання
Нехай {\displaystyle (f_{n})_{n\in \mathbb {N} }} — вимірні функції на просторі з мірою {\displaystyle (X,{\mathcal {F}},\mu )}, що приймають значення в {\displaystyle \mathbb {R} } чи {\displaystyle \mathbb {C} } і задовольняють умови :
- Послідовність функцій {\displaystyle (f_{n})_{n\in \mathbb {N} }} збігається за мірою до функції {\displaystyle f\;} на всій множині {\displaystyle X}.

- Існує функція {\displaystyle g\in L^{1},}  така що :

Тоді  {\displaystyle f\in L^{1}} і 
при чому виконується :

## Доведення
Доведемо, що {\displaystyle f\in L^{1}} :
оскільки {\displaystyle f\;} є границею вимірних функцій, вона є вимірною. Також оскільки для усіх {\displaystyle n\;} виконується {\displaystyle |f_{n}(x)|\leqslant g(x)}, то здійснивши граничний перехід одержуємо, {\displaystyle |f(x)|\leqslant g(x),\forall x\in X} звідки {\displaystyle f\in L^{1}}.

Використавши {\displaystyle 2g-|f_{n}-f|\geqslant 0} і застосувавши лему Фату,
{\displaystyle {\begin{aligned}\int _{X}2g\ d\mu &\leqslant \liminf \int _{X}(2g-|f_{n}-f|)\ d\mu \\\ &=\int _{X}2g\ d\mu +\liminf \int _{X}-|f_{n}-f|\ d\mu \\\ &=\int _{X}2g\ d\mu -\limsup \int _{X}|f_{n}-f|\ d\mu \\\end{aligned}}}
Оскільки {\displaystyle \int g\ d\mu <\infty \;}  то, {\displaystyle \limsup \int _{X}|f_{n}-f|\ d\mu \leqslant 0}
звідки
скориставшись цією властивістю можна завершити доведення :
{\displaystyle {\begin{aligned}\ &\left|\int _{X}(f_{n}-f)\ d\mu \right|\leqslant \int _{X}|f_{n}-f|\ d\mu \\\Rightarrow &\left|\int _{X}f_{n}\ d\mu -\int _{X}f\ d\mu \right|\leqslant \int _{X}|f_{n}-f|\ d\mu \rightarrow 0\\\Rightarrow &\int _{X}f_{n}\ d\mu \rightarrow \int _{X}f\ d\mu \end{aligned}}}

## Зауваження
- Умова мажорованості послідовності {\displaystyle \{f_{n}\}} інтегрованою функцією {\displaystyle g} не може бути опущена, як показує наступний контрприклад. Нехай {\displaystyle (X,\;{\mathcal {F}},\;\mu )=([0,\;1],\;{\mathcal {B}},\;m)}, де {\displaystyle {\mathcal {B}}} - борелівська {\displaystyle \sigma }-алгебра на {\displaystyle [0,\;1]}, а {\displaystyle m} - міра Лебега на тому ж просторі. Визначимо

{\displaystyle f_{n}(x)={\begin{cases}n,&x\in \left[0,\;{\dfrac {1}{n}}\right);\\[10pt]0,&x\in \left[{\dfrac {1}{n}},\;1\right].\end{cases}}}
Тоді послідовність {\displaystyle \{f_{n}\}} не може бути мажорована інтегрованою функцією, і
{\displaystyle \int \limits _{0}^{1}\lim \limits _{n\to \infty }f_{n}(x)\,m(dx)=0\neq 1=\lim \limits _{n\to \infty }\int \limits _{0}^{1}f_{n}(x)\,m(dx).}
- В твердженні теореми достатньо вимагати збіжності майже всюди і виконання нерівностей {\displaystyle |f_{n}(x)|\leqslant g(x)} майже всюди.

Справді якщо позначити {\displaystyle N_{k}=\{x:|f_{k}(x)|\geq g(x),\quad n\in \mathbb {N} \}} і {\displaystyle N_{0}} — множина на якій послідовність {\displaystyle f_{k}} не збігається до f, то {\displaystyle \mu \left(N_{k}\right)=0} для всіх {\displaystyle k\;}. Позначивши {\displaystyle N=\bigcup _{k=0}^{\infty }N_{k}} маємо {\displaystyle \mu \left(N\right)=0} і перевизначивши {\displaystyle f_{k}=0,f=0} на {\displaystyle N} маємо, що {\displaystyle f_{k},f} задовольняють всі умови теореми і їх інтеграли не змінюються оскільки перевизначення відбулося на множині міри нуль.

## Застосування до теорії ймовірностей
Оскільки математичне сподівання випадкової величини визначається як її інтеграл Лебега по простору елементарних подій {\displaystyle \Omega }, вищенаведена теорема переноситься і в теорію ймовірностей. Нехай задана послідовність випадкових величин, що сходиться майже напевно: {\displaystyle X_{n}\to X} майже напевно. Нехай додатково існує інтегровна випадкова величина {\displaystyle Y}, така що {\displaystyle \forall n\in \mathbb {N} \quad |X_{n}|\leqslant Y} майже напевно. Тоді випадкові величини {\displaystyle X_{n},\;X} інтегровні і
{\displaystyle \lim \limits _{n\to \infty }\mathbb {E} X_{n}=\mathbb {E} X.}